# Dentiraja
Dentiraja es un género de peces de la familia de los Rajidae en el orden de los Rajiformes.

## Especies
- Dentiraja flindersi (Last & Gledhill 2008)
- Dentiraja lemprieri (Richardson, 1845)